# Comitato Olimpico del Bahrein
Il Comitato Olimpico del Bahrein (noto anche come "البحرين اللجنة الاولمبية" in arabo) è un'organizzazione sportiva bahreinita, nata nel 1978 a Manama, Bahrein.
Rappresenta questa nazione presso il Comitato Olimpico Internazionale (CIO) dal 1979 ed ha lo scopo di curare l'organizzazione ed il potenziamento dello sport in Bahrein e, in particolare, la preparazione degli atleti bahreiniti, per consentire loro la partecipazione ai Giochi olimpici. L'associazione è, inoltre, membro del Consiglio Olimpico d'Asia.
L'attuale presidente dell'organizzazione è Nasser Bin Hamad Al Khalifa, mentre la carica di segretario generale è occupata da Ahmed Bin Hamad Al Khalifa.